# La canción del profeta
La canción del profeta es una novela distópica de 2023  del autor irlandés Paul Lynch, publicada por Oneworld. El libro describe las luchas de la familia Stack, incluida Eilish Stack, madre de cuatro hijos, que intenta salvar a su familia mientras la República de Irlanda cae en el totalitarismo. La narración está contada de forma poco convencional, sin saltos de párrafo.
El libro ganó el Premio Booker 2023.

## Trasfondo
Lynch afirmó que una de las principales inspiraciones para el libro fue la Guerra civil siria, la consiguiente crisis de refugiados y la indiferencia de Occidente ante la difícil situación de los mismos. Lynch también ha citado el trabajo del autor alemán Hermann Hesse como inspiración para escribir su primera novela distópica.

## Argumento
En una futura República de Irlanda, a raíz de una huelga del sindicato de docentes, el partido de derecha Alianza Nacional toma el control del gobierno. La Alianza Nacional otorga a la policía nacional irlandesa (la Garda Síochána) y al poder judicial poderes de gran alcance. El régimen también establece una nueva fuerza de policía secreta, la Oficina de Servicios Nacionales de la Garda. El nuevo gobierno rápidamente deroga las libertades civiles, se disuelven protestas pacíficas y se arresta sin motivo y se tortura a ciudadanos irlandeses.
Larry Stack, profesor y líder sindical, es arrestado y recluido sin cargos mientras asistía a una manifestación. Su esposa, Eilish, que es científica, se queda a cargo de sus cuatro hijos y de su padre, que padece demencia. Eilish pide la liberación de su marido. El Estado pronto cae en una guerra civil y los ciudadanos irlandeses sospechosos de formar parte de la resistencia son arrestados o asesinados. Eilish lucha por mantener unida a su familia durante el conflicto, contempla huir del país con su familia, posiblemente reuniéndose con su hermana Áine en Canadá.

## Recepción
Aimée Walsh de The Observer afirmó que el estilo de la novela le daba una "atmósfera claustrofóbica y sin aliento",  concluyó diciendo que "el mensaje de Lynch es muy claro: vidas en todo el mundo están experimentando agitación, violencia y persecución. Prophet Song es un manifiesto literario para empatía por los necesitados y una novela brillante e inquietante que debería ponerse en manos de los responsables políticos de todo el mundo".
En un artículo para The Financial Times, Lucy Popescu afirmó que la falta de saltos de párrafo daba a la novela una sensación de urgencia. Afirmó que la novela brindó una nueva perspectiva y empatía hacia quienes sufren la crisis migratoria, afirmando: "Lynch describe los incesantes horrores de la guerra, pero su ficción también desafía directamente la retórica negativa que rodea a los refugiados al articular e iluminar su trauma".
Escribiendo para The Guardian, Melissa Harrison elogió la interpretación que Lynch hace del personaje principal, afirmando: "La descripción que Lynch hace de Eilish es matizada y comprensiva, y en la cualidad ferozmente encarnada de su amor por sus hijos, completamente exitosa". Harrison afirmó además que "la forma en que la sociedad civil se escinde es persistente y brutal", y la narrativa tiene paralelos reveladores con crisis similares en la historia reciente.
Sin embargo, no todas las críticas fueron positivas, y Cal Revely-Calder del Daily Telegraph del Reino Unido describió la novela como "el eslabón débil en una lista fuerte, y el verdadero ganador [Estudio para la obediencia de Sarah Bernstein] fue pasado por alto". Escribiendo para The New York Times, el autor Benjamin Markovits explicó que, debido a que la crisis política que condujo al descenso al caos nunca se explica, es difícil simpatizar con los ciudadanos irlandeses que se alinearon con el Partido Alianza Nacional, y Markovits afirmó: " Pero sin cierta ambigüedad moral, existe el peligro de que una novela como ésta se convierta en una predicación al coro: sabemos quiénes son los malos, y no somos nosotros. No somos cómplices de lo que haya ido mal en esta sociedad. ". Respecto a la prosa de la novela, Markovits afirmó que, aunque la novela contiene "muchas líneas y pasajes de gran belleza y poder", también hubo casos en los que "Lynch no confía del todo en la situación en la que ha puesto a sus personajes". El peso emocional y las metáforas empiezan a interponerse en el camino".

### Premio Booker
La novela ganó el Premio Booker 2023. El presidente del jurado, Esi Edugyan, afirmó que la obra era un "triunfo de la narración emotiva, tonificante y valiente". Con respecto a la descripción que hace la novela de la guerra y la posterior crisis migratoria, Edugyan afirmó que el libro "captura las ansiedades sociales y políticas de nuestro momento actual". Lynch es el sexto escritor irlandés en ganar un premio Booker.